# جری ماتانا
جری ماتانا (انگلیسی: Jerry Matana؛ زادهٔ ۱۴ ژوئیهٔ ۱۹۹۸) بازیکن راگبی ۷ نفره اهل فیجی است.
وی در مسابقات کشوری و بین‌المللی در مجموع برندهٔ ۱ مدال طلا، ۲ مدال نقره شده است.